# Aranzueque
Aranzueque è un comune spagnolo di 363 abitanti situato nella comunità autonoma di Castiglia-La Mancia.